# Niță Toteanu
Niță Toteanu (n. 5 octombrie 1859 – d. 3 ianuarie 1888) a fost un haiduc român din satul Stroești, județul Argeș, cunoscut pentru faptele sale îndrăznețe și pentru conflictele cu autoritățile și boierii locali. Toteanu a fost implicat în numeroase acțiuni de jaf, dar și în conflicte cu alți haiduci, și a devenit un personaj legendar în folclorul din această regiune.

## Originea și familia
Niță Toteanu era fiul lui Constantin și al Radei (Dumitra), provenind dintr-o familie de țărani. A crescut în zona Valea Vâlsanului, unde viața de haiduc și conflictele cu autoritățile aveau o tradiție îndelungată. Pe parcursul vieții sale, a devenit unul dintre cei mai temuti haiduci ai zonei, cu o reputație de om curajos, dar și cu un comportament brutal.

## Activitățile de haiduc
În jurul anilor 1880, Niță Toteanu a fost cunoscut pentru atacurile sale asupra boierilor și a proprietarilor de terenuri. Într-o perioadă de mari schimbări sociale, când legea rurală din 1864 adusese modificări în proprietatea pământului, Toteanu a fost un protestatar activ împotriva abuzurilor săvârșite de marii proprietari.
Atacul asupra vlăduvei unui haiduc: Unul dintre cele mai cunoscute evenimente din viața lui Niță Toteanu este atacul asupra unei vlăduve (soție de haiduc) despre care se credea că deține o sumă mare de bani. Potrivit poveștilor, în urma unui atac violent, Toteanu și tovarășii săi au torturat-o pe femeie în speranța că va dezvălui locația banilor, dar femeia a murit în timpul chinurilor.
Conflictul cu boierul Grecu: Un alt episod notabil din viața sa a fost conflictul cu boierul Grecu. Când nu avea bani, Toteanu căuta ajutorul boierului, însă în urma unei dispute și a unui atac asupra boierului, acesta l-a ucis pe haiduc cu ajutorul slujitorului său, Nitli Boștinaru. Uciderea a fost un act de trădare, iar moartea lui Toteanu a aprins și mai mult conflictele din regiune.

## Moartea
Niță Toteanu a fost înjunghiat mortal în noaptea de Anul Nou, în 1888, iar rănile sale au fost atât de grave încât a murit câteva ore mai târziu, la spitalul din Curtea de Argeș. Moartea sa a marcat sfârșitul unei ere pentru haiducii din Valea Vâlsanului, dar și începutul unei perioade de transformări sociale și politice semnificative în această regiune.

## Legendele și moștenirea
Moartea lui Niță Toteanu a fost urmată de numeroase povești și legende care continuă să fie spuse și astăzi în Stroești și în zonele învecinate. Unul dintre cele mai cunoscute episoade este „Focul din Șoptana,” un incendiu izbucnit în urma răzbunării țăranilor din Stroești față de boierul care l-a trădat pe Toteanu. Acest foc a devenit simbolul revoltei și al luptei împotriva abuzurilor.
De asemenea, Toteanu a fost asociat cu frământările legate de schimbarea proprietății din Stroești, care a avut loc după aplicarea Legii Rurale din 1888. După moartea lui, satul a cunoscut o perioadă de conflicte și revolte, iar boierii care i-au fost dușmani au fost nevoiți să părăsească satul, după ce locuitorii i-au incendiat gospodăriile.
Niță Toteanu rămâne în memoria colectivă a zonei ca un simbol al luptei pentru dreptate și al rezistenței împotriva opresiunii, iar poveștile despre el continuă să fie transmise din generație în generație.